# Болдог (Сењец)
Болдог (слч. Boldog) насељено је мјесто са административним статусом сеоске општине (слч. obec) у округу Сењец, у Братиславском крају, Словачка Република.

## Становништво
| Година:    | 1994. | 2004.   | 2014.   | 2024.    |
| ---------- | ----- | ------- | ------- | -------- |
| Број људи: | 405   | 413     | 449     | 529      |
| Разлика:   |       | +1,97 % | +8,71 % | +17,81 % |

| Година:    | 2023. | 2024.   |
| ---------- | ----- | ------- |
| Број људи: | 527   | 529     |
| Разлика:   |       | +0,37 % |

Према подацима о броју становника из 2011. године насеље је имало 426 становника.